# Jörg Weißflog
Jörg Weißflog (Stollberg, 12 oktober 1956) is een voormalig voetballer uit Oost-Duitsland, die speelde als doelman. Hij kwam onder meer uit voor Wismut Aue en Chemnitzer FC.

## Interlandcarrière
Weißflog, bijgenaamd "Flocke", kwam in totaal 15 keer uit voor de nationale ploeg van Oost-Duitsland in de periode 1984–1989. Onder leiding van bondscoach Bernd Stange maakte hij zijn debuut op 11 augustus 1984 in de vriendschappelijke wedstrijd tegen Mexico (1-1) in Oost-Berlijn. Weißflog moest René Müller voor zich dulden bij de nationale selectie.